# كامبونغ أواه
كامبونغ أواه (بالملايوية: Kampung Awah)‏ هي قرية صغيرة في موكيم بوكيت سيجومبال، فهغ، ماليزيا. تقع هذه القرية على بعد حوالي 18 كيلومترًا من مدينة تيميرلوه و 35 كيلومترًا من مدينة ماران.
وهي أيضًا مسقط رأس المغنية والممثلة الماليزية الشهيرة، داتو سري سيتي نورهاليزا.

## أنظر أيضاً
- فهغ